# ريزافونجين
ريزافنجين ، الاسم التجاري ريزايو ، هو دواء مضاد للفطريات يستخدم لعلاج داء المبيضات الغازي ، بما في ذلك داء المبيضات في الدم .  يٌستخدم تحديدًا للبالغين ذو الخيارات العلاجية البديلة القليلة أو المعدومة.   يُعطى بالحقن البطيء في الوريد. 
تشمل الآثار الجانبية الشائعة لاستخدام هذا الدواء، انخفاض بوتاسيوم الدم، والحمى، والإسهال، والغثيان، وانخفاض ماغنيسيوم الدم، وآلام في البطن، والإمساك.  وقد تشمل الآثار الجانبية الأخرى متلازمة إفراز السيتوكينات، وحساسية الشمس ، ومشاكل في الكبد.  ولكن تأثيره غير معروف على الحامل.  كما ينتمي إلى مجموعة أدوية الإكينوكاندين .  
صُرح بالموافقة على استخدام ريزافونجين طبيًا في الولايات المتحدة عام 2023.  ومن المتوقع أن يصبح متاحًا في الولايات المتحدة في صيف عام 2023 ، ومتوقع أن يكون باهظ الثمن.  حصل على تصنيف دواء يتيم (أي دواء لمرض نادر يصيب عدد قليل من الناس) في أوروبا في عام 2021. 